# Top Industrial Managers for Europe
Top International Managers in Engineering (Высшие руководители промышленности для Европы, Ассоциация T.I.M.E., Ассоциация инженерных университетов Европы) — сеть более пятидесяти инженерных школ, факультетов и технических университетов.
Она способствует обмену учащимися и получению двойного диплома по всей Европе. Студенты получают более широкое научно-техническое образование высокого уровня вместе с культурным опытом, посещая учебные занятия в двух или более ведущих технических институтах.
Для получения двойной степени студенту требуется провести два года в университете-партнере и два года в его домашнем университете (или в обратном порядке).

## Университет- Партнеры
следующие инженерные школы и факультеты и технические университеты входят в состав ассоциации
- Austria
  - Венский технический университет (AT-TUW)
- Belgium
  - Faculté polytechnique de Mons (BE-FPMS)
  - Université Catholique de Louvain (BE-UCL)
  - Université Libre de Bruxelles (BE-ULB)
  - Université de Liège (BE-ULG)
  - Брюссельский свободный университет (нидерландскоязычный) (BE-VUB)
- Czech Republic
  - Ceské Vysoké Uceni Technické v Praze (CZ-CVUT)
- Denmark
  - Датский технический университет (DK-DTU)
- Finland
  - Teknillinen Korkeakoulu (FI-TKK)
- France
  - Centrale Graduate School
    - CentraleSupélec
    - Центральная школа Лилля (FR-ECLi)
    - École centrale de Lyon (FR-ECLy)
    - École centrale de Marseille (FR-ECM)
    - École centrale de Nantes (FR-ECN)

  - Ecole Nationale des Ponts et Chaussées (FR-ENPC)
  - École Nationale Supérieure de Techniques Avancées (FR-ENSTA)
  - École Nationale Supérieure de l'Aéronautique et de l'Espace (FR-Supaero)
  - École Supérieure d'Électricité (FR-Supelec)
- Germany
  - Rheinisch-Westfälische Technische Hochschule Aachen (DE-RWTH)
  - Technische Universität Berlin (DE-TUB)
  - Technische Universität Darmstadt (DE-TUDa)
  - Technische Universität Dresden (DE-TUDr)
  - Technische Universität München (DE-TUM)
  - Universität Erlangen-Nürnberg (DE-UEN)
  - Universität Stuttgart (DE-UST)
- Greece
  - Aristotle University of Thessaloniki (GR-AUTH)
  - Ethniko Metsovio Polytechnio Athina (GR-NTUA)
- Hungary
  - Budapest University of Technology and Economics (HU-BUTE)
- Italy
  - Politecnico di Milano (IT-PoliMi)
  - Politecnico di Torino (IT-PoliTo)
  - Università degli Studi di Padova (IT-UniPd)
  - Università degli Studi di Trento (IT-UniTn)
- Norway
  - Norwegian University of Science and Technology (NO-NTNU)
- Poland
  - Wroclaw University of Technology (PL-WUT)
- Portugal
  - Instituto Superior Técnico (PT-IST)
- Russian Federation
  - Московский государственный технический университет имени Н. Э. Баумана (RU-BMSTU)
  - Российский технологический университет РТУ-МИРЭА (RU-MIREA)
  - Томский политехнический университет (RU-TPU)
- Spain
  - Universidad Politécnica de Madrid (ES-UPM)
  - Universidad Politécnica de Valencia (ES-UPV)
  - Universidad Pontificia Comillas (ES-UPCo)
  - Universidad de Sevilla (ES-USE)
  - Universitat Politécnica de Catalunya (ES-UPC)
- Sweden
  - Chalmers Tekniska Högskola (SE-CTH)
  - Kungl. Tekniska Högskolan (SE-KTH)
  - Lunds Tekniska Högskola (SE-LTH)
- Switzerland
  - Eidgenössische Technische Hochschule Zürich (CH-ETHZ)
  - École Polytechnique Fédérale de Lausanne (CH-EPFL)
- Turkey
  - Istanbul Teknik Üniversitesi (TR-ITU)
- United Kingdom
  - Университет Квинс в Белфасте (GB-QUB)

## TIME overseas partners' information hub
TIME members in Europe have associated the following overseas partners, through student mobility, academic and research cooperations with the following universities :
- Brazil
  - Universidade Federal do Rio Grande do Sul
  - Universidade de Sao Paulo Escola Politécnica (BR-USP)
  - Bilateral agreements
- Canada
  - Bilateral agreements
- Chile
  - Bilateral agreements
- China
  - Bilateral agreements
- Indonesia
  - Bilateral agreements
- Japan
  - Keio University (JP-KEIO)
  - Tohoku University (JP-TOHOKU)
- Korea
  - Bilateral agreements
- Singapore
  - Bilateral agreements
- Vietnam
  - Bilateral agreements